# The Metallica Collection
The Metallica Collection jest cyfrowym box setem od amerykańskiego heavymetalowego zespołu Metallica. Album został wydany na iTunes Store 14 kwietnia 2009 roku. Box set zawiera wszystkie albumy studyjne zespołu oraz dodatkowy materiał. Box set został wydany również na innych cyfrowych sklepach muzycznych, takich jak: Amazon MP3 i UOL Megastore.

## Elementy box setu
Następujące elementy wchodzą w skład zestawu (plus utwory live):
- Kill ’Em All (1983)
  - „The Four Horsemen (Live)”
  - „Whiplash (Live)”
- Ride the Lightning (1984)
  - „For Whom the Bell Tolls (Live)”
  - „Creeping Death (Live)”
- Master of Puppets (1986)
  - „Battery (Live)”
  - „The Thing That Should Not Be (Live)”
- …And Justice for All (1988)
  - „One (Live)”
  - „…And Justice for All (Live)”
- Metallica (1991)
- Load (1996)
- ReLoad (1997)
- Garage Inc. (1998)
- S&M (1999)
- „I Disappear” (2000)
- St. Anger (2003)
- Some Kind of Monster (2004)
- Na żywo z Live Earth (iTunes exclusive EP) (2007)
- Death Magnetic (2008)

### Na żywo z Live Earth
Dodano również 3 nagrania z koncertu charytatywnego Live Earth. Metallica zagrała te 3 piosenki 7 lipca 2007 roku w Londynie.
1. „Sad But True”
2. „Nothing Else Matters”
3. „Enter Sandman”